# 십사각형

정십사각형

기하학에서 십사각형은 변과 각이 각각 14개인 도형을 말한다. 정14각형의 내각의 크기는 약 154.2857도이며,전체 내각의 크기는 2160도다. 한변의 길이가 a인 정십사각형의 넓이는 다음과 같다.
{\displaystyle A={\frac {7}{2}}a^{2}\cot {\frac {\pi }{14}}\simeq 15.3345a^{2}}
정칠각형의 작도가 불가능하므로, 정14각형의 작도 또한 불가능하다. 다만 눈금이 있는 자를 사용하는 뉴시스 작도로는 작도가 가능하다.